# Villa (bouwkunde)

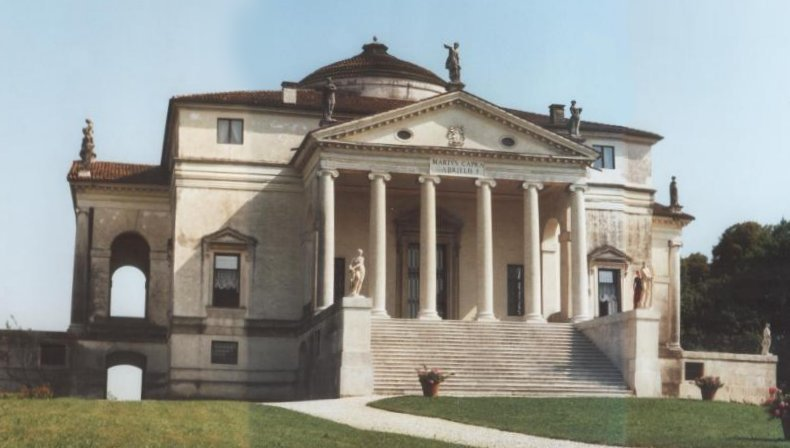
La Rotonda, beroemde villa (Palladio, architect) in Vicenza

Een villa of landhuis is een grote, vrijstaande woning. In de achttiende en negentiende eeuw werd meestal de naam landhuis gebruikt voor grote buitenverblijven in een landelijke omgeving. Aan het eind van de negentiende eeuw kwam hiervoor ook de benaming villa in zwang. De naam is afgeleid van de Romeinse villa.

## Oorsprong
In de vijftiende eeuw begonnen rijke Italiaanse kooplieden grote buitenhuizen buiten de stad te bouwen, toen huizen van plaisantie of lusthoven genoemd. In de Zuidelijke Nederlanden doken die ook op in het eerste kwart van de zestiende eeuw, en met name rond Antwerpen (bijvoorbeeld het Sterckshof). In de Noordelijke Nederlanden vonden zulke landhuizen ingang in de Gouden Eeuw. In Engeland en Frankrijk drong het landhuis naar Italiaans model pas door in de achttiende eeuw.
De grote achttiende- en negentiende-eeuwse landhuizen werden vaak gebouwd in neoclassicistische of eclectische stijlen als empirestijl, omstreeks 1900 ook in de romantiserende chaletstijl, de Engelse landhuisstijl of de jugendstil, nog later ook in modernistische stijlen als art deco en rationalisme.

## Villawijk
Met de toename van de welvaart ontstond aan het einde van de negentiende eeuw een markt voor een nieuw type landhuis, kleiner dan het traditionele landhuis, maar tegemoetkomend aan eigentijdse eisen van comfort, licht, lucht en ruimte. Deze villa's werden meestal ontworpen volgens de op dat moment in zwang zijnde architectuurstijlen. Het ontwerpen van landhuizen of villa's werd in de eerste helft van de twintigste eeuw een specialisme binnen de architectuur. Architecten als Karel de Bazel, Wouter Hamdorff, Johan Wilhelm Hanrath, Jan Rebel, Theo Rueter en Jop van Epen ontwierpen regelmatig landhuizen.
Zo ontstonden in veel steden villawijken, meestal even buiten het centrum gelegen. Vaak ontwikkelden zulke wijken zich tot enclaves voor betergesitueerden. Buitenstaanders spreken soms over "de goudkust". Bij enkele villawijken blijkt het karakter van de wijk al uit de naam: Villapark Meer en Bosch (Den Haag), Villapark (Eindhoven) en Villapark (Maastricht). Een ander voorbeeld van een villawijk is de Kollenberg in Sittard, die als filmlocatie diende voor de fictieve villawijk Zonnedael in de film Flodder. Concentraties van villawijken zijn te vinden in onder andere Wassenaar, Kennemerland, Het Gooi, Knokke en de omgeving van het Zoniënwoud.

## Urban villa
Een tegenhanger van de landelijke of suburbane villa is de stadsvilla, meestal aangeduid met de Engelse term urban villa. Deze bevinden zich in de regel in of nabij het centrum van een grotere stad, over het algemeen niet in een villawijk. Een vroeg voorbeeld daarvan zijn de 19e-eeuwse villa's aan de Weteringschans tegenover het Rijksmuseum Amsterdam. Moderne urban villa's zijn vaak kleinschalige appartementengebouwen of soms kantoorvilla's, die wel de uiterlijke kenmerken van een villa bezitten. Een voorbeeld daarvan zijn de watervilla's of 'parels', behorende bij het grote appartementengebouw Emerald Empire op het KNSM-eiland, eveneens in Amsterdam.